# 플라사시

플라사 시의 위치

플라사시(스페인어: Plaza)는 베네수엘라 미란다 주의 지방 자치체로 행정 중심지는 과레나스이며 면적은 180km2, 인구는 237,379명(2007년 기준)이다.